# زند أباد (أوتش هاتشا)
زندة باد (بالفارسية: زندآباد) هي قرية تقع في إيران في أذربيجان الشرقية. يقدر عدد سكانها بـ 1,104 نسمة وترتفع عن سطح البحر 1,351.4 متر.